# Zahiriten
Ein Zahirite (meist im Plural: Zahiriten) (arabisch الظاهرية, DMG aẓ-ẓāhirīya) ist ein Anhänger der zahiritischen Rechtsschule. Diese geht zurück auf den Gelehrten Dāwūd ibn ʿAlī ibn Chalaf aẓ-Ẓāhirī. Ob diese Rechtsschule legitim ist, ist innerhalb der vier Rechtsschulen umstritten.
Zu den bekanntesten zahiritischen Gelehrten des Mittelalters gehören unter anderem Ibn Ḥazm, Muḥammad ibn Ṭāhir al-Qaisarānī und Abū Ḥayyān al-Gharnāṭī. Zu den bekanntesten zahiritischen Gelehrten der Neuzeit gehören unter anderem Abū Turāb aẓ-Ẓāhirī und Ibn ʿAqīl aẓ-Ẓāhirī.
Die bekanntesten Werke innerhalb der zahiritischen Rechtsschule sind das Rechtskompendium المحلى بالآثار / al-Muḥallā bi-l-Āṯār von Ibn Ḥazm und das Koranexegesewerk البحر المحيط / al-Baḥr al-Muḥīṭ von Abū Ḥayyān al-Gharnāṭī.

## Grundprinzipien der zahiritischen Rechtsschule
Der Name dieser Rechtsschule leitet sich vom arabischen Begriff ظاهر / ẓāhir ab, was „sichtbar“, „offensichtlich“ oder „klar“ bedeutet. Ein Merkmal dieser Rechtsschule ist, dass auf eines der Grundprinzipien der islamischen Rechtswissenschaft, nämlich Qiyās, nicht zurückgegriffen wird.
Das wörtliche Verständnis von Koran und Sunna des Propheten Mohammed gehört zu den Grundprinzipien der zahiritischen Rechtsschule. Die Beweisführung durch einen erfundenen oder sehr schwachen Hadith ist nicht erlaubt. Darüber hinaus ist die Beweisführung durch einen leicht schwachen oder mittelmäßig schwachen Hadith, der durch andere Hadithe nicht gestärkt oder durch leicht schwache oder mittelmäßig schwache Hadithe gestärkt wurde, unzulässig. Außerdem ist die Beweisführung durch einen Mursal Hadith nicht gestattet. Zudem könne als drittes Grundprinzip der islamischen Rechtswissenschaft auf den Konsens zurückgegriffen werden.

## Begründung für ihr Verständnis von Koran und Sunnah
Die Zahiriten begründen ihr Verständnis mit der Sura 16, Verse 102–104:
102Sprich: Offenbart hat ihn der Heilige Geist [Gabriel] von deinem Herrn mit der Wahrheit, um diejenigen, die glauben, zu festigen, und als Rechtleitung und frohe Botschaft für die [Gott-]Ergebenen [die Muslime]. 103Und Wir wissen sehr wohl, dass sie sagen: ‚Es lehrt ihn nur ein menschliches Wesen.‘ Die Sprache dessen, auf den sie hinweisen, ist eine fremde, während dies hier deutliche arabische Sprache ist. 104Diejenigen, die nicht an Gottes Zeichen glauben, leitet Gott nicht recht, und für sie wird es schmerzhafte Strafe geben.
Durch den letzten Abschnitt von Vers 103 legitimieren sie ihre fundamentalistische und wörtliche Auslegung als einzig legitime Grundlage des Islam.

## Verbreitung
Die zahiritische Rechtsschule ist die am wenigsten verbreitete Rechtsschule. Die Anzahl der Personen weltweit, die sich dieser Rechtsschule zuschreiben, bewegt sich im niedrigen einstelligen Millionenbereich. Zahiriten sind heutzutage vor allem auf dem indischen Subkontinent und im Inneren der Arabischen Halbinsel anzutreffen. Im Mittelalter waren sie allerdings überwiegend auf der Iberischen Halbinsel, in Mesopotamien, in der Levante und in Persien anzutreffen. Im 12. Jahrhundert wurde die zahiritische Rechtsschule für fünfzehn Jahre unter Sultan Yaʿqūb al-Mansūr zu einem festen Rechtssystem.